# Alena Málková-Vimrová
Alena Málková-Vimrová (8. června 1927 Praha – 25. dubna 2018 Praha) byla česká malířka, básnířka a spisovatelka literatury pro děti.

## Život
Studovala na Státní grafické škole v Praze u prof. Petra Dillingera (1945–1946) a na Vysoké škole uměleckoprůmyslová v Praze v ateliéru prof. Antonína Strnadela a prof. Emila Filly (1946–1951). Žila v Praze a věnovala se především malbě a poezii. Napsala několik knížek pro děti, které ilustroval její manžel Luděk Vimr.

## Dílo - dětská kniha - výbor
- Hop přes řádky se zvířátky, Olympia, 1971
- Říkadla z klokaní kapsy, Albatros, 1988
- Říkadla z klokaní kapsy, Albatros, 1988
- Seznam děl v Souborném katalogu ČR, jejichž autorem nebo tématem je Alena Málková-Vimrová

Básnická sbírka - Sebranka, Kampe, Praha 2012
Básnická sbírka - Žalov, Kampe, Praha 2016

## Výstavy

### Autorské
- 1975      Galerie ve věži – Mělník
- 1979      Divadlo v Nerudovce – Praha
- 1980      Divadlo Hudby – Olomouc
- 1982      Šolcův dům – Sobotka
- 1983      Divadlo Hudby – Olomouc
- 1996      Blumen & Art – Nürnberg
- 1998      Atrium – Praha
- 2000      Středočeské muzeum – Roztoky u Prahy
- 2000      Beroun
- 2004      Dobrá Trafika – Praha
- 2008      Galerie v pátém patře – Praha
- 2012     Galerie KORUNA – Hradec Králové
- 2013      Galerie Františka Králíka – Praha
- 2014      Dobrá Trafika – Praha

### Společné
- 1957      Výstava mladých – Brno
- 1982      Žáci A. Strnadela – Mělník
- 1989      Žáci E. Filly – Galerie „D“ – Praha
- 1990      Žáci E. Filly – Chropyně
- 2007      Žáci E. Filly – Kladno
- 2008      Žáci E. Filly  – Zámecká galerie – Kladno
- 2008      Galerie DESET – Praha
- 2010      Galerie KORUNA – Hradec Králové